# Золотой (Воронежская область)
Золото́й — хутор в Нижнедевицком районе Воронежской области.
Входит в состав Синелипяговского сельского поселения.

## Население
| 2010 |
| ---- |
| 0    |

## Улицы
На хуторе имеется одна улица — Золотая.